# Ismail ibn Jafar
Ismail ibn Jafar är den sjunde shiaimamen enligt ismailiterna. Han var äldste son till shiaimamen Jafar as-Sadiq och enligt ismailiterna dennes rätte efterföljare. Enligt imamiterna skall dock hans yngre bror Musa al-Kazim vara den rätte efterföljaren.